# Welsh Cup 2012-2013
La Coppa del Galles 2012-2013 è la 126ª edizione del trofeo. È iniziata il 18 agosto 2012 ed è terminata il 6 maggio 2013. I New Saints erano la squadra detentrice del trofeo. Il torneo è stato vinto dal Prestatyn Town, che è stata così ammessa al primo turno di qualificazione della UEFA Europa League 2013-2014.

## Quarti di finale
I quarti di finale sono stati giocati il 1º e il 2 marzo 2013.
| Squadra 1            | Risultato   | Squadra 2           |
| -------------------- | ----------- | ------------------- |
| Bangor City          | 1 – 0       | Airbus UK Broughton |
| Carmarthen Town      | 2 – 3 (dst) | Prestatyn Town      |
| Flint Town Utd       | 0 – 2       | Barry Town          |
| Haverfordwest County | 0 – 1       | The New Saints      |

## Semifinali
Le semifinali si sono giocate il 6 aprile 2013.
| Squadra 1   | Risultato | Squadra 2      |
| ----------- | --------- | -------------- |
| Bangor City | 1 – 0     | The New Saints |
| Barry Town  | 1 – 2     | Prestatyn Town |

## Finale
| Arbitro: | Kevin Morgan |

|          |           |                              |
| Simm 60’ | Marcatori | 2’ 111’ Price 103’ Parkinson |